# Stephen A. Douglas

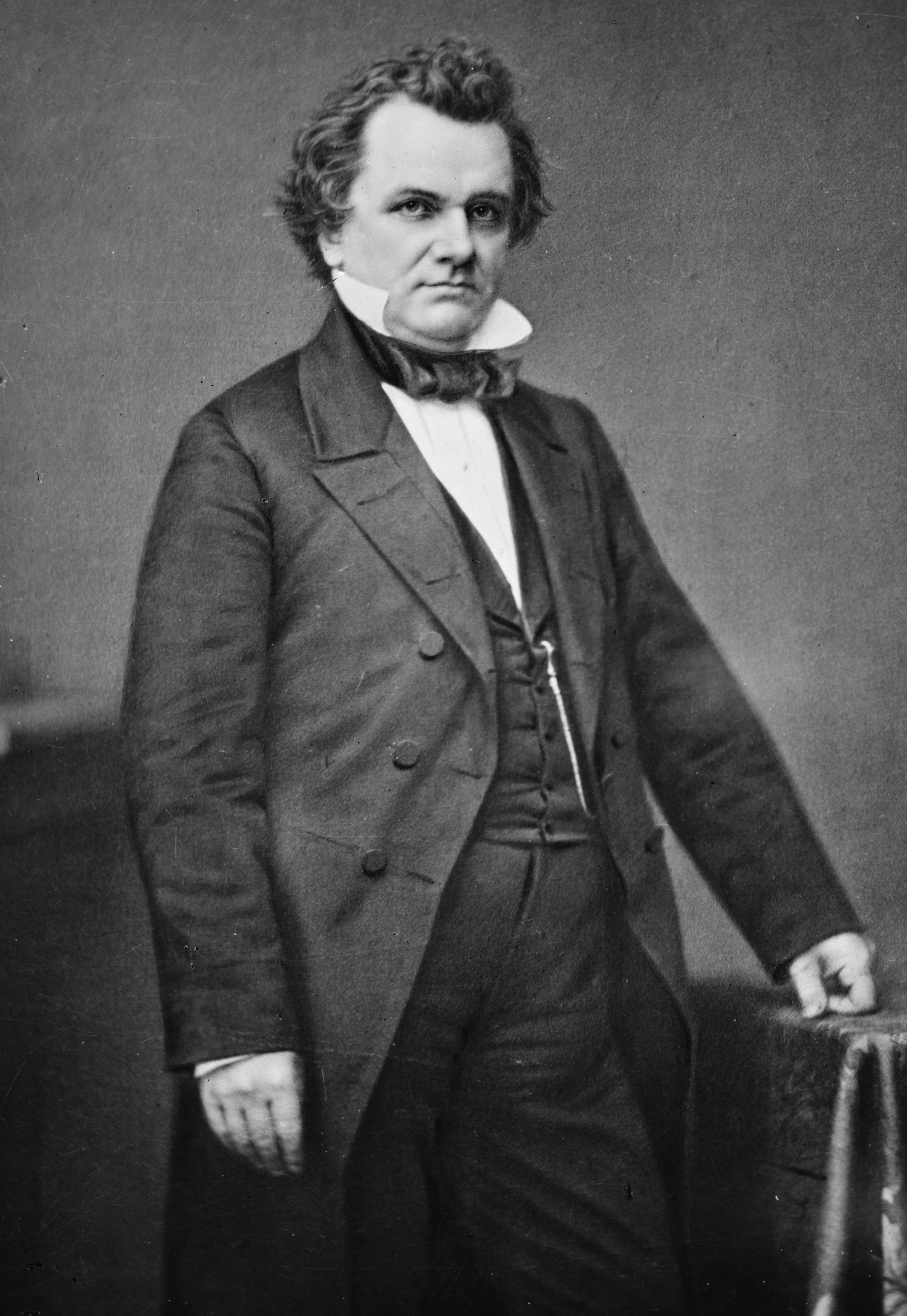
Stephen A. Douglas

Stephen Arnold Douglas (* 23. April 1813 in Brandon, Rutland County, Vermont; † 3. Juni 1861 in Chicago, Illinois) war ein US-amerikanischer Politiker und Präsidentschaftskandidat der Nordstaaten-Demokraten bei den Wahlen 1860. Außerdem vertrat er den Staat Illinois in beiden Kammern des Kongresses.

## Leben
Sein Vater, ein Arzt, starb im Jahr, als Stephen Douglas geboren wurde. Er wuchs bis zu seinem 14. Lebensjahr bei seinem Onkel auf, ehe dieser heiratete und er von nun an für seinen eigenen Lebensunterhalt selber sorgen musste. Douglas fing eine Ausbildung als Möbeltischler in Middlebury an und studierte anschließend die Rechtswissenschaften.
1833 ließ er sich in Winchester (Illinois) nieder und eröffnete dort eine Schule, die ihm die Mittel zur Fortsetzung seiner begonnenen juristischen Studien verschaffte. Im März 1834 wurde er als Anwalt zugelassen und bekam eine Arbeit als Sachverwalter beim obersten Gerichtshof von Illinois. Ab 1835 war er als Staatsanwalt tätig. Von 1836 bis 1837 saß er im Repräsentantenhaus von Illinois; ferner arbeitete er für das Land Office in Springfield.
Nach einer ersten erfolglosen Kandidatur für das US-Repräsentantenhaus im Jahr 1838 erfolgte kurz darauf die Berufung in die Regierung von Illinois als Secretary of State; überdies wurde er zum Richter am Supreme Court des Staates gewählt. 1842 gewann er dann die Wahl zum Kongressabgeordneten, woraufhin er dem Repräsentantenhaus vom 4. März 1843 bis zum 3. März 1847 angehörte. Er legte sein Amt nieder, nachdem ihm der Einzug in den US-Senat gelungen war, dem er in der Folge bis zu seinem Tod angehörte. Als energischer und feuriger Redner nahm er im Senat eine einflussreiche Stellung ein. Er betrieb die Eroberung von Texas und den Mexikanisch-Amerikanischen Krieg, machte England gegenüber die Rechte der USA auf das Oregongebiet mit großer Entschiedenheit geltend und war Vorsitzender und Berichterstatter eines Komitees, das daran arbeitete, das Gebiet der USA nach Westen hin zu erweitern und neue Staaten in die Union aufzunehmen. Aufgrund seiner geringen Körpergröße und seines energischen Auftretens erhielt er den Spitznamen Little Giant.
In der Frage über die Sklaverei auf dem Standpunkt stehend, dass dies Sache der Einzelstaaten sei und auf der Seite der Demokratischen Partei stehend, bewarb er sich 1852 um die demokratische Nominierung als Präsidentschaftskandidat, musste sich jedoch Franklin Pierce geschlagen geben.
Nachdem sich die Konflikte nach dem Kompromiss von 1850 scheinbar beruhigt hatten, legte er Im Januar 1854 dem Kongress den Kansas-Nebraska Act vor, in dem vorgeschlagen wurde, die zwei neuen Staaten Kansas und Nebraska zu schaffen, in denen die Entscheidung der Sklavenfrage der Bevölkerung überlassen werden sollte. Hintergedanke war auch, günstige politische Rahmenbedingungen für eine von Chicago nach Westen führende Eisenbahnlinie zu schaffen. Der Kansas-Nebraska Act ging am 31. Mai in geänderter Form und nach heftigen Debatten durch. 
James Buchanan, dem er als Präsidentschaftsbewerber der Demokraten 1856 unterlegen war, versuchte dem Volk von Kansas eine Verfassung aufzuzwingen, durch welche die Sklaverei gegen den Willen der Mehrheit eingeführt wurde. Douglas, der prinzipiell ein Verteidiger der Selbständigkeit der einzelnen Staaten war, kritisierte dieses Vorhaben und verlor dadurch bei den Demokraten in den Südstaaten an Sympathie, gewann aber die der Nordstaaten, deren Hilfe er bei den bevorstehenden Wahlen 1860 gut gebrauchen konnte.
1860 trat Douglas zum dritten Mal als Präsidentschaftskandidat auf. Auf der Democratic National Convention in Charleston sprach sich zwar die Mehrheit für ihn aus, doch verweigerten die Vertreter des Südens, durch sein Verhalten in der Kansasfrage erbittert, dem Mehrheitsbeschluss ihre Anerkennung und verließen die Versammlung. Obwohl nun die demokratischen Delegierten der Nordstaaten in Baltimore Douglas fast einstimmig zum Kandidaten der Partei ernannten, verharrten doch die der Südstaaten bei ihrem Widerspruch und stellten mit John C. Breckinridge ihren eigenen Kandidaten auf, wodurch sich die Stimmen der Demokraten zersplitterten und der Sieg der Republikaner begünstigt wurde. Obwohl Douglas bei der Präsidentenwahl Abraham Lincoln unterlag, hielt er doch beim Abfall der Südstaaten treu zur Union. Von Lincoln wurde er kurz vor seinem Tod zum Generalmajor in der Armee ernannt. Douglas starb am 3. Juni 1861 in Chicago an Typhus.
Siehe auch:→ Lincoln-Douglas-Debatten#Literatur

## Ehrung
Nach Stephen A. Douglas wurden mehrere Countys in den USA benannt:
- Douglas County (Washington)
- Douglas County (Oregon)
- Douglas County (Colorado)

Auch die Städte Douglas und Douglasville in Georgia sowie Douglas in Wyoming erhielten zu seinen Ehren ihren Namen.